# برزوفکا (شهرستان گافوریسکی، باشقیرستان)
برزوفکا (انگلیسی: Berezovka, Gafuriysky District, Republic of Bashkortostan) یک شهرک در شهرستان گافوریسکی استان باشقیرستان کشور روسیه است.